# Polizeiausbildungsstelle für Technik und Verkehr Niedersachsen

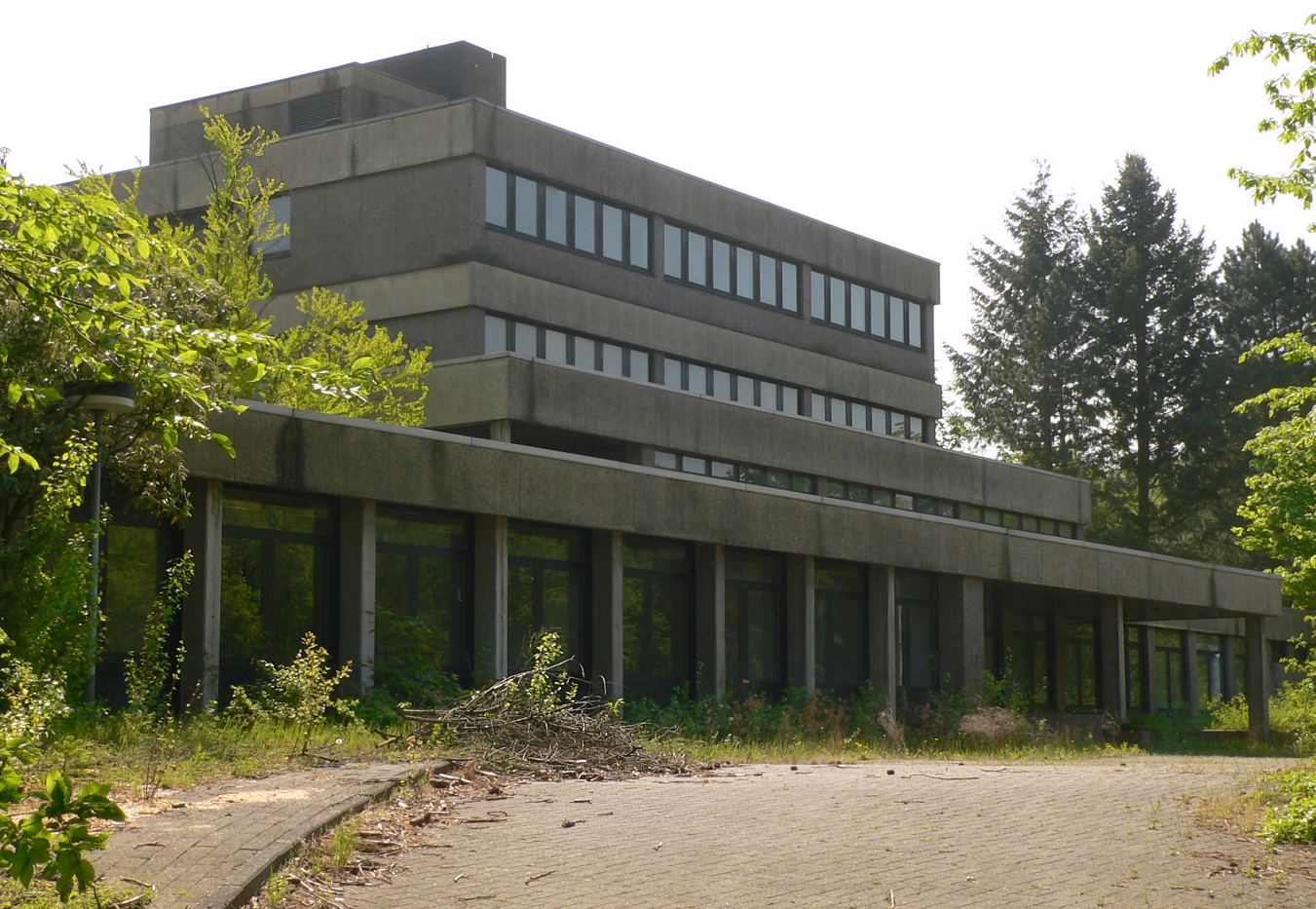
Hauptgebäude der Polizeiausbildungsstelle für Technik und Verkehr Niedersachsen, 2019

Die Polizeiausbildungsstelle für Technik und Verkehr Niedersachsen (PATVN) war eine Polizeieinrichtung in Niedersachsen, die dem Niedersächsischen Innenministerium untergeordnet war. Sie bestand von 1963 bis zur Auflösung 1997 und hatte ihren Sitz im Wennigser Ortsteil Wennigser Mark bei Hannover. Hauptaufgabe der PATVN war die Aus- und Fortbildung der Bediensteten der Polizei Niedersachsen an Polizeitechnik. Des Weiteren betreute die Einrichtung Fernmelde- und Fernschreibtechnik, zentrale Waffen- und Gerätelagerung sowie das Diensthundwesen.

## Geschichte

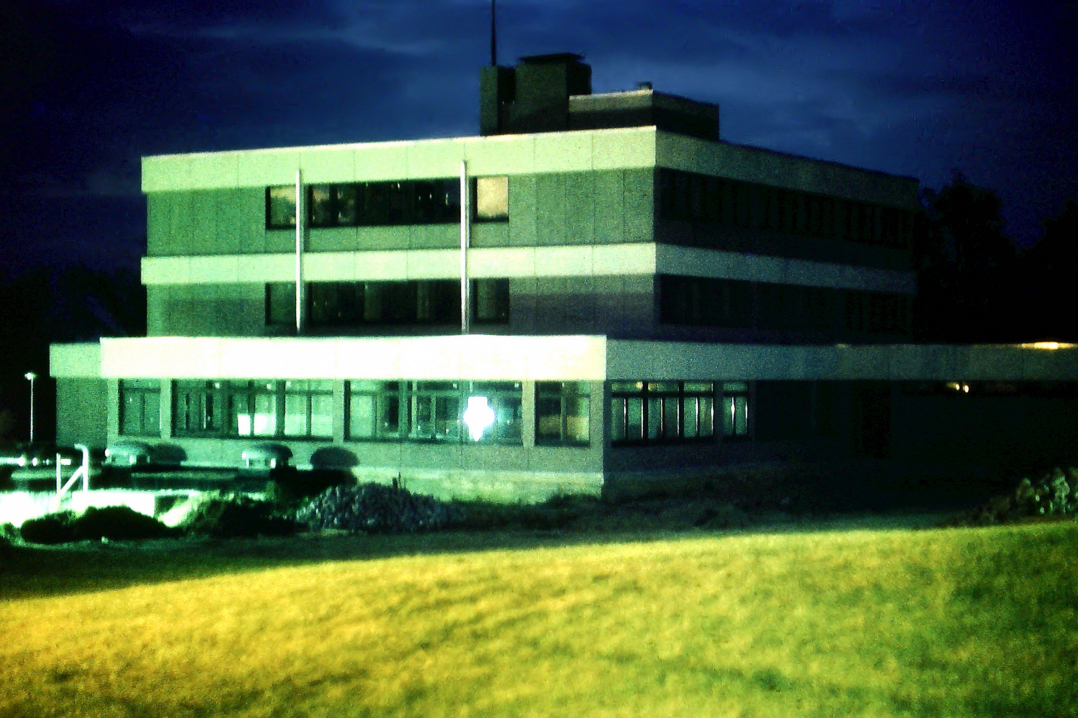
Schulungsbereich im Hauptgebäude der PATVN, 1977

Die PATVN wurde durch Runderlass der Niedersächsischen Innenministeriums zum 1. Januar 1963 als Einrichtung der Schutzpolizei geschaffen, um die Aufgaben verschiedener Vorläuferorganisationen zusammenzufassen. Die Kraftfahrausbildung von Polizeibeamten fand bereits seit 1956 in Wennigser Mark statt und die motorisierte Verkehrspolizeiausbildung gab es dort seit 1960. Zunächst diente die PATVN als Schulungsstätte für Schutzpolizeibeamte des Landes Niedersachsen, die technische oder verkehrsrechtliche Spezialkenntnisse benötigten. Später wurden auch Angehörige der Kriminalpolizei sowie nichtbeamtete Mitarbeiter fort- und ausgebildet.

### Organisationsgeschichte
Der Hauptsitz der Ausbildungsstätte lag in Wennigser Mark. Nebenstellen gab es für die Diensthundausbildung in Ahrbergen bei Hildesheim. Das Fernmeldewesen hatte seinen Sitz in Hannover zunächst beim Niedersächsischen Innenministerium und später auf dem Gelände der Landesbereitschaftspolizei Niedersachsen. Die zentrale Waffenwerkstatt und das zentrale Gerätelager befanden sich in Hildesheim.
1979 hatte die PATVN etwa 160 Mitarbeiter. Davon führten Ende der 1990er Jahre etwa 60 Fachlehrer und Mitarbeiter jährlich rund 400 Fortbildungsveranstaltungen für bis zu 5500 Teilnehmer durch.
Im Zuge einer Umorganisation der niedersächsischen Polizei erfolgte zum 1. Mai 1997 durch Runderlass der Niedersächsischen Innenministeriums die Auflösung der PATVN. Ihre Aufgaben übernahmen unter Beibehaltung des Standortes in Wennigser Mark das Polizeiamt für Technik und Beschaffung Niedersachsen (PATB NI) (später Zentrale Polizeidirektion Niedersachsen) und das Bildungsinstitut der Polizei Niedersachsen (BIP NI) (später Polizeiakademie Niedersachsen).

### Standort- und Grundstücksgeschichte

Ehemalige Zündschnurfabrik, 1939 Gauschulungslager „Bernhard Rust“

Der Sitz der PATVN befand sich auf einem etwa 53.000 Quadratmeter großen Grundstück in Wennigser Mark. Auf diesem Areal am Fuße des Deisters errichtete die Norddeutsche Zündschnurindustrie um 1900 eine Fabrik zur Herstellung von Zündschnüren. Als die Fabrik 1926 ihre  Produktion einstellte, standen die Fabrikgebäude leer. 1933 bezog sie die Geheime Staatspolizei und auf dem Gelände entstand die Gauführerschule „Bernhard Rust“ zur Schulung von NSDAP-Funktionären. Ab 1940 dienten die Gebäude der Unterbringung von polnischen Zwangsarbeitern. Nach dem Zweiten Weltkrieg betrieb der Landkreis Hannover von 1946 bis 1955 ein Altenheim in den Baulichkeiten. Ab 1956 nutzte sie die niedersächsische Landespolizei, unter anderem für die Kraftfahrzeugausbildung.

### Neubau
In den 1970er Jahren kam es zum Abriss der Fabrikgebäude. 1974 wurde auf dem Grundstück der Grundstein für einen Neubaukomplex gelegt, dessen Kosten sich auf 20 Millionen DM beliefen und der 1978 fertiggestellt war. Der Baumbestand und die Niveauunterschiede von bis zu 21 Höhenmetern am Deisterhang wurden in die Bauten einbezogen. Kernbau des Komplexes mit insgesamt etwa 10.000 m² Nutzfläche ist ein Schulungsgebäude auf vier Geschossen mit Lehrsälen, Technik-, Schulungs- und Verwaltungsräumen sowie Mensa und Küche. Die Unterkunftsgebäude mit 30 Einzel- und 64 Zweibettzimmern auf drei Geschossebenen wurden in den Hang gebaut. Darin konnten bis zu 150 Lehrgangsteilnehmer untergebracht werden. Die unterirdische Kraftfahrzeughalle der PATVN mit Werkstatt und Waschhalle hat die Ausmaße von 80 × 45 Meter. Durch eine Deckenhöhe von 6 Metern konnte die Halle von Wasserwerfern befahren werden. Zu dem Komplex gehört eine Sport- bzw. Mehrzweckhalle, die im Untergeschoss über eine Raumschießanlage verfügt.

### Nutzungsende und geplante Neubebauung
Im Jahr 2008 gab die Polizei Niedersachsen den Betrieb auf dem Gelände größtenteils auf, nutzte aber noch über Jahre die Raumschießanlage. Die Sporthalle diente örtlichen Vereinen zeitweise als Trainingsstätte. Die Feststellung von erheblichen baulichen Mängeln im Jahr 2015 führte zu einer Nutzungsuntersagung für die gesamte Liegenschaft. Danach verwucherte das ungenutzte Gelände zunehmend.
Das Land Niedersachsen bot das Gelände anfangs für rund 4 Millionen Euro zum Verkauf an, konnte aber keinen geeigneten Erwerber finden. Ein gemeinnütziges Wohnbauunternehmen wollte den Komplex wegen erheblichem Sanierungsbedarf abreißen und auf dem Areal Ein- und Mehrfamilienhäuser errichten. 2015 wurde das Objekt für knapp eine Million Euro angeboten. Einige Kaufinteressenten erhielten es nicht, weil es unter anderem Diskrepanzen beim Preis gab.
Ab 2016 befasste sich eine Projektgruppe der Polizei mit der Reaktivierung des verwilderten Grundstücks mit seinen zum Teil abbruchreifen und erheblich sanierungsbedürftigen Gebäuden. Dabei wurde mit Kosten in Millionenhöhe und einer Herrichtungsdauer von rund 10 Jahren gerechnet. Nach einem erneuten Verkaufsangebot des Geländes erwarb es im Jahr 2021 das hannoversche Unternehmen Gundlach Bau und Immobilien für 5,4 Millionen Euro. Es plant die Errichtung eines nachhaltigen Wohnquartiers als Ökosiedlung, deren Baubeginn 2026 sein soll. Die vorhandenen Baulichkeiten werden bis auf ein viergeschossiges Gebäude und die Tiefgarage abgerissen.
Im Herbst 2023 brannte die Sporthalle auf dem Gelände ab. Die Polizei ging von Brandstiftung aus und bezifferte den Schaden mit mindestens 1,5 Millionen Euro.

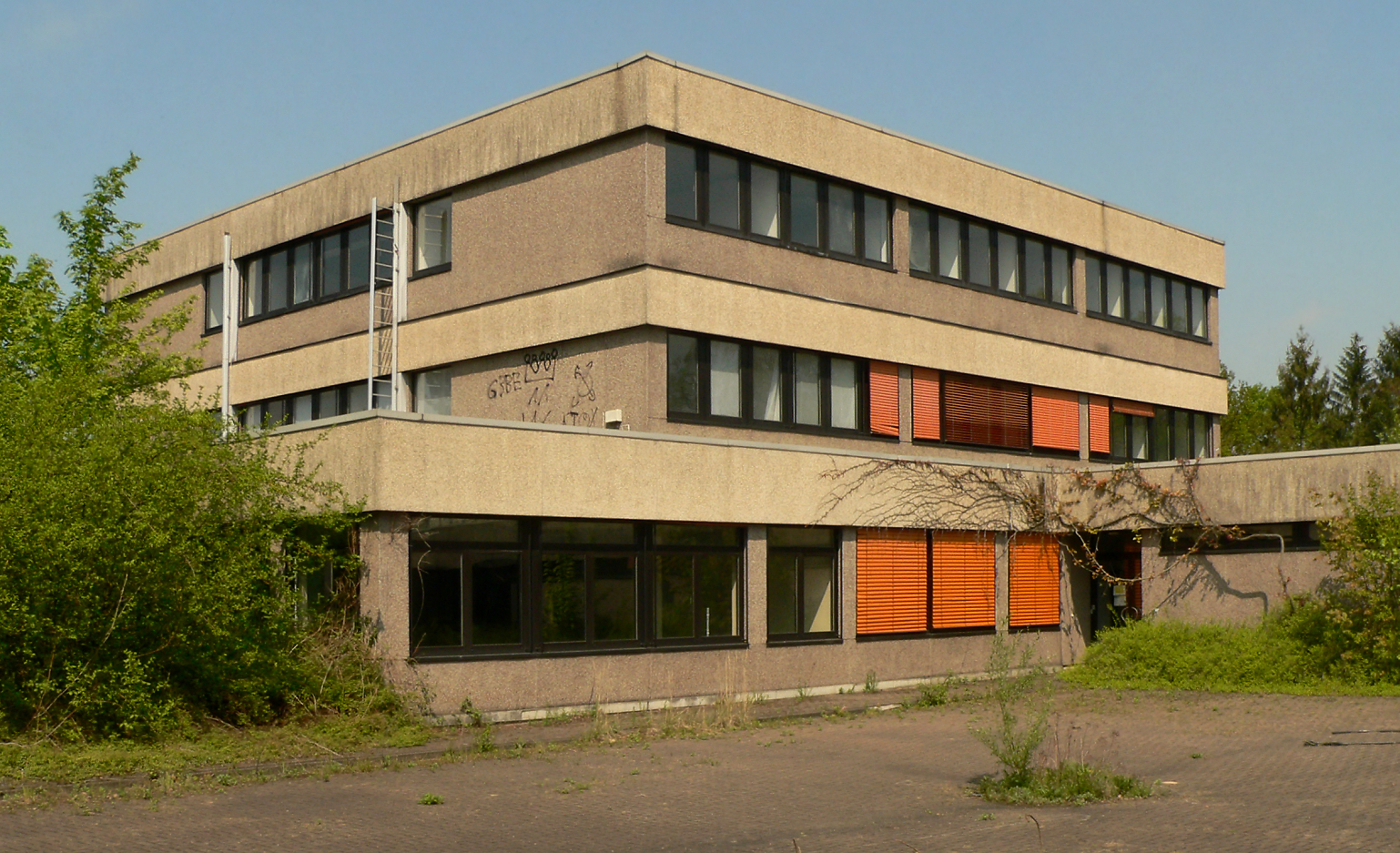
Schulungsbereich im Hauptgebäude der PATVN, 2019
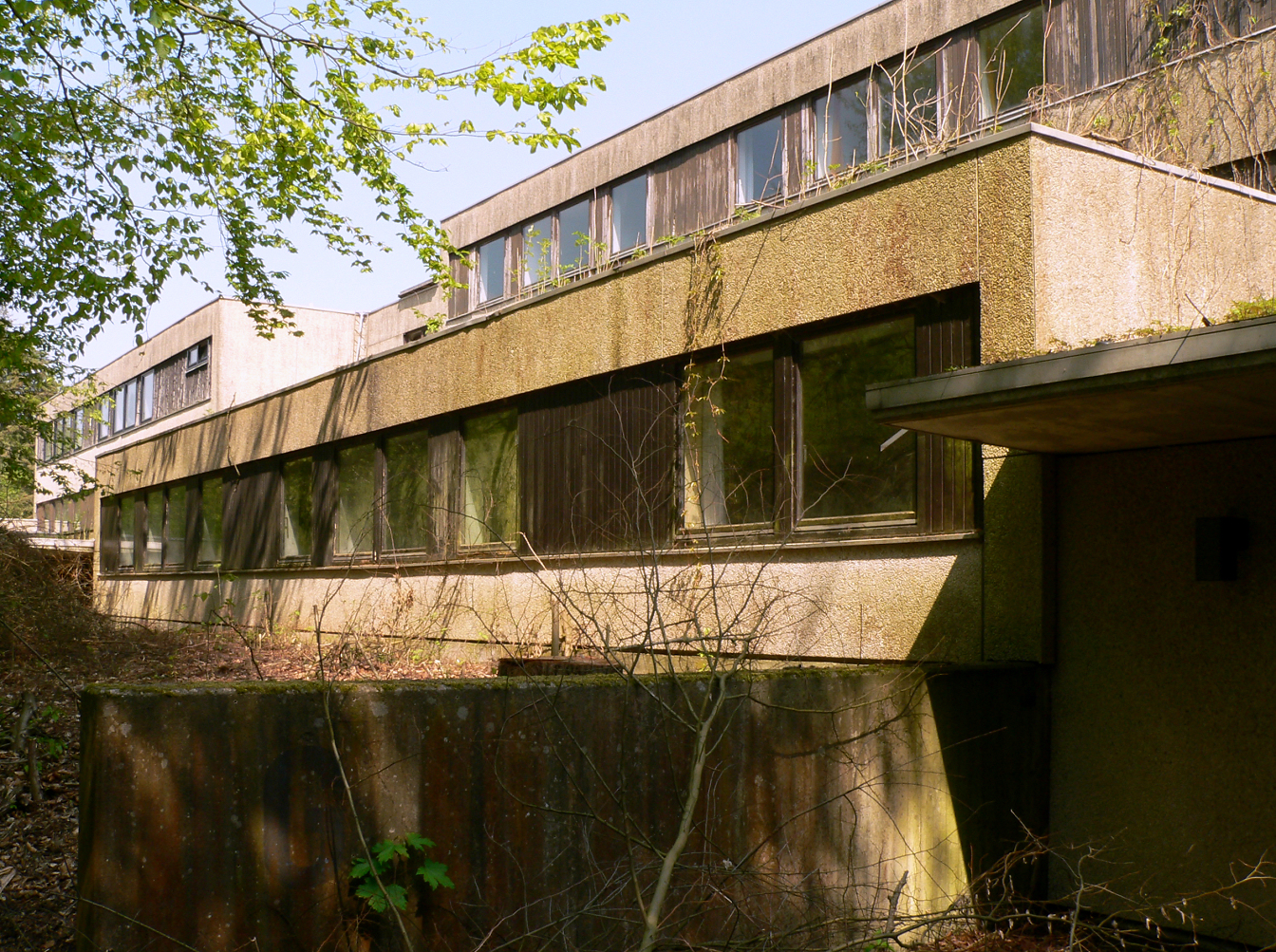
Separate Unterkunftsgebäude, 2019
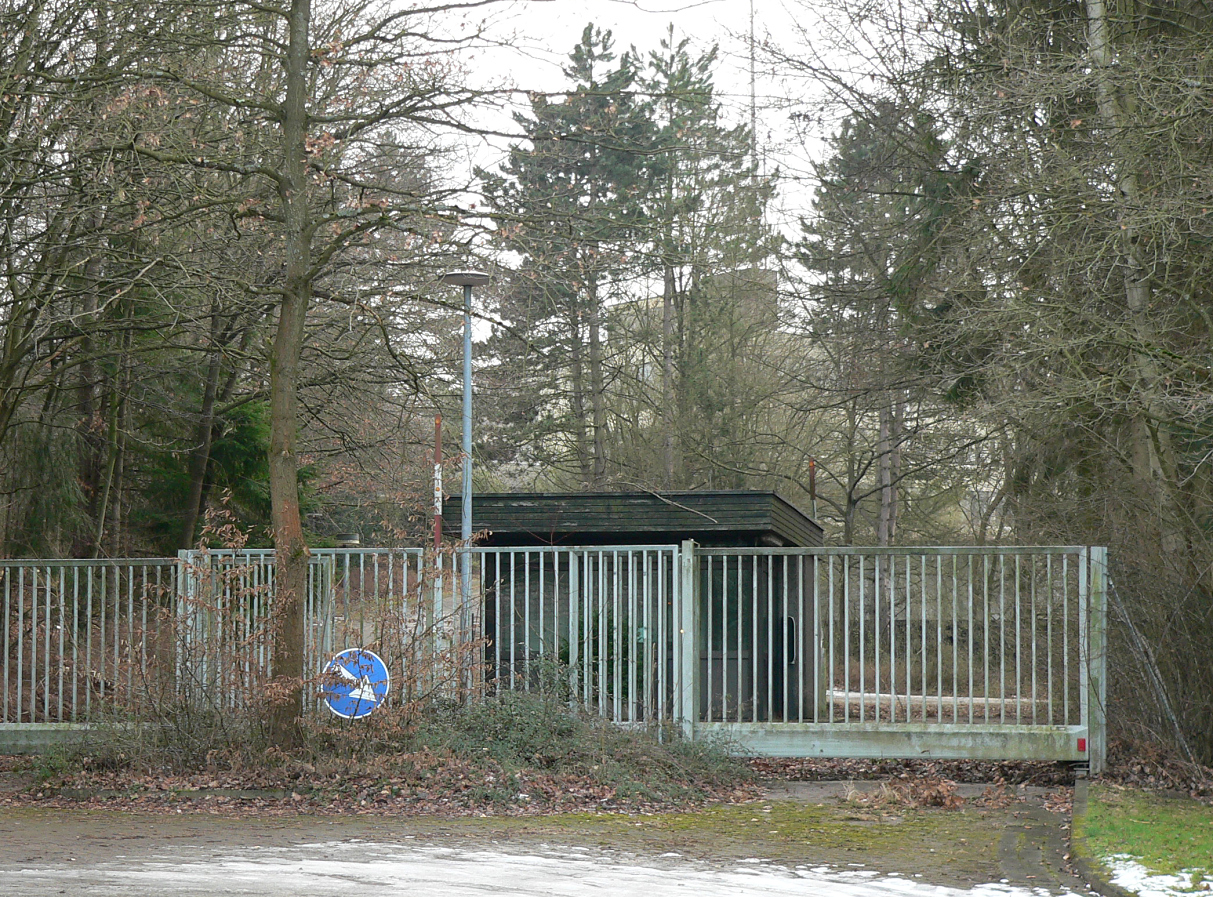
Verwucherte Geländezufahrt mit Kontrollgebäude, 2017